# ロード88 出会い路、四国へ
『ロード88 出会い路、四国へ』（ロードはちじゅうはち であいみち、しこくへ）は、大手芸能事務所アミューズの設立25周年を記念して製作された映画。2004年秋に四国四県にて先行公開後、全国公開。主演は映画初出演の新人アイドル、村川絵梨（BOYSTYLE）。監督は中村幻児。配給元はGAGA。2004年度松山映画祭オープニング上映作品。

## ストーリー
骨髄性白血病という難病に冒されながら、生きている証を得るため、そして生き別れた母を捜すため、たった一人でお遍路の旅に出た槙村明日香。旅先で出会った落ちぶれた芸人・佐藤勇太や、明日香に亡くなった娘の姿を重ねる謎の男・伴野一郎とも次第に心を通わせ、スケボーで四国八十八箇所を巡る明日香だが、病魔は確実に体を蝕んでいく。

## キャスト
槙村明日香
演 - 村川絵梨（BOYSTYLE）
スケボーでお遍路を旅する明るい女子高生。白血病に冒されている。
佐藤勇太（元ホタルゲンジ）
演 - 小倉久寛
相方に見捨てられ、落ちぶれたお笑い芸人。
テレビ番組の企画で仕方なくお遍路を巡っている。
真中涼子
演 - 須藤理彩
勇太の番組「お笑いお遍路」を、自らの最後の仕事と決めているAD。
小園崇
演 - 津田寛治
勇太の再起を心から願う鬼ディレクター。
明日香の母
演 - 黒田福美
明日香と生き別れた実母。再婚し、娘が一人いる。
坂本
演 - 岸谷五朗
ある組織のドン。東京で伴野を捜している。
吉川（元ホタルゲンジ）
演 - 寺脇康文
勇太の元相方。勇太とは対照的な売っ子漫才師。
別所
演 - 新藤晴一（ポルノグラフィティ）
坂本の組織のナンバー2。冷酷非情な男。
伴野一郎
演 - 長谷川初範
ある事件に巻き込まれ、指名手配中の身。
明日香に亡くなった娘の面影を重ね、気にかける。
伴野牧恵
演 - 川上麻衣子
伴野一郎の妹。
ハーレー乗りの遍路
演 -  ニコラス・ペタス
飛び出して来た子供を避けようとして道路に倒れ、スケボーを
壊してしまった明日香を高知まで送ってくれる。
伴野寅雄
演 - 高松英郎
伴野一郎の父。
老遍路
演 - 神山繁
田井ノ浜駅 （夏期のみ営業）で明日香と出会う。
医師
演 - 富田靖子
松山の病院の医師。明日香の診察をする。
町の巡査
演 - 三宅裕司
勇太に窃盗の疑いをかける。

## スタッフ
- 監督 ‐ 中村幻児
- 脚本 ‐ 梅村真也・中村幻児
- 撮影監督 ‐ 高間賢治
- 音楽 ‐ 遠藤浩二
- 原作 ‐ 山名兌二
- 製作総指揮 ‐ 大里洋吉
- 主題歌 ‐ 「Tomorrow〜風の道標〜」 BOYSTYLE
- 挿入歌
  - 「Time to go」 BEE-HIVE
  - 「龍馬のように」 吉野桜子
  - 「夢は夢のままで」 古瀬陽子
- 製作委員会メンバー ‐ アミューズ、イマージュ、ギャガ・コミュニケーションズ、カルチュア・パブリッシャーズ、讀賣テレビ放送、日本テレビ放送網、デューク

## DVD特典内容
- メイキング
- インタビュー
  - 村川絵梨 in四国・inホノルル
  - 小倉久寛
  - 三宅裕司
  - 須藤理彩
  - 岸谷五朗
  - 津田寛治
  - 寺脇康文
  - 黒田福美
  - 新藤晴一（ポルノグラフィティ）
  - 東根作寿英
  - 長谷川初範
- 初日舞台挨拶 1
- 初日舞台挨拶 2
- ホタルゲンジ漫才完全版
- ロケ地マップ
- 予告編

2005年4月22日発売